# Królewski krawiec
Królewski krawiec (kor. 상의원 Sanguiwon) – południowokoreański film historyczny z 2014 roku. Został wyreżyserowany przez Lee Won-suka, a w rolach głównych wystąpili Han Suk-kyu, Go Soo, Park Shin-hye i Yoo Yeon-seok. Miał swoją premierę 24 grudnia 2014 roku. Film opowiada o rywalizacji dwóch krawców w Sanguiwon, gdzie szyto stroje noszone przez rodzinę królewską podczas ery Joseon.
W Polsce film został zaprezentowany podczas drugiej edycji Warszawskiego Festiwalu Filmów Koreańskich w dniu 27 października 2016 roku.

## Obsada
- Han Suk-kyu jako Jo Dol-seok
- Go Soo jako Lee Gong-jin
- Park Shin-hye jako królowa
- Yoo Yeon-seok jako król
- Ma Dong-seok jako Pan-soo
- Shin So-yul jako Wol-hyang
- Lee Yu-bi jako królewska konkubina Soui
- Jo Dal-hwan jako Dae-gil
- Bae Sung-woo jako Je-jo
- Park So-dam jako Yoo-wol
- Jo Hyeon-do jako młody Dol-seok
- Heo Sung-tae jako Oficer Jong
- Kim Jae-hwa jako Ji-mil
- Kim Seo-hyun jako Dae-jeon
- Woo Do-im jako Hong-ok
- Lee Do-yeon jako dama dworu Hong
- Yang Eun-yong jako żona szlachcica
- Kang Ji-won jako pani Kim
- Kim Hye-hwa jako pani Lee
- Choi Hee-jin jako pani Park
- Park Yeong-gyu jako Ssang-dung-i yangban
- Park Gun-hyung jako Chwui-hyang-ru yangban
- Park Byung-eun jako zmarły King

## Produkcja
Okres zdjęciowy trwał od 21 lutego do 2 lipca 2014 roku.
W filmie użyto ponad 1000 hanboków, z czego aktorka Park Shin-hye nosiła 30 misternie haftowanych sztuk. Na kostiumy wydano 1 mld wonów, znaczną część całkowitego budżetu filmu (7,2 mld wonów). Projektantka kostiumów Jo Sang-gyeong powiedziała, że inspirowała się strojami noszonymi za czasów panowania króla Yeongjo (1694–1776), kiedy to, według zapisów historycznych, krótkie jeogori i spódnice w kształcie dzbana zaczęły być modne.

## Nagrody i nominacje
| Rok  | Nagroda                          | Kategoria                             | Nagrodzony        | Wynik     |
| ---- | -------------------------------- | ------------------------------------- | ----------------- | --------- |
| 2015 | 17. Udine Far East Film Festival | Nagroda Publiczności – drugie miejsce | Królewski krawiec | Wygrana   |
| 2015 | 17. Udine Far East Film Festival | My Movie Audience Award               | Królewski krawiec | Wygrana   |
| 2015 | 51. Baeksang Arts Awards         | Najlepszy aktor drugoplanowy (film)   | Yoo Yeon-seok     | Nominacja |
| 2015 | 51. Baeksang Arts Awards         | Najpopularniejsza aktorka (film)      | Park Shin-hye     | Wygrana   |
| 2015 | 24. Buil Film Awards             | Najlepsza scenografia                 | Chae Kyung-sun    | Nominacja |
| 2015 | 52. Grand Bell Awards            | Najlepszy aktor drugoplanowy          | Yoo Yeon-seok     | Nominacja |
| 2015 | 52. Grand Bell Awards            | Najlepsze zdjęcia                     | Kim Ji-yong       | Nominacja |
| 2015 | 52. Grand Bell Awards            | Najlepsza scenografia                 | Chae Kyung-sun    | Nominacja |
| 2015 | 52. Grand Bell Awards            | Najlepsze oświetlenie                 | Jo Kyu-young      | Nominacja |
| 2015 | 52. Grand Bell Awards            | Najlepszy projekt kostiumów           | Jo Sang-gyeong    | Wygrana   |
| 2015 | 52. Grand Bell Awards            | Najlepsze nagranie dźwiękowe          | Choi Tae-young    | Nominacja |